# Абдул Матин Болкиах
Абдул Матин Болкиах (малайск. Abdul Mateen Bolkiah; род. 10 августа 1991, Бандар-Бруней) — брунейский принц, сын султана Хассанала Болкиаха.

## Биография

### Происхождение и образование
Родился 10 августа 1991 года в семье султана Хассанала Болкиаха и его второй супруги Мариам Азиз.
Получил начальное образование в школе Святого Андрея, а затем продолжил образование в Научном колледже Сери Багавана и Международной школе Джерудонг, которые являются лучшими школами в Брунее. Затем продолжил образование в Великобритании, закончив в 2014 году Королевский колледж Лондона, получив степень бакалавра в области международной политики.
В июле 2016 года закончил Школу восточных и африканских исследований Лондонского университета, получив степень магистра в области международных исследований.

### Военная карьера
9 мая 2010 года вместе с 200 новобранцами поступил в Королевскую военную академию в Сандхерсте, которую закончил в апреле 2011 года в звании младшего лейтенанта.
9 июля 2012 года получил звание старшего лейтенанта.
В августе 2016 года получил звание капитана. В апреле 2017 года завершил семимесячную летнюю подготовку в Королевских ВВС Великобритании.
В марте 2018 года получил квалификацию пилота вертолёта, закончив курсы в ВВС Великобритании.
20 мая 2021 года получил звание майора, а осенью 2021 года он продолжил своё образование в Центре подготовки войск Королевской морской пехоты. 
В декабре 2021 года его отец султан Брунея вручил ему «Зелёный берет» в честь окончания военных курсов.
В сентябре 2022 года принц прошёл базовую подготовку парашютистов, которая включала наземную тренировку и прыжки с парашютом, а также ряд инструкций по ряду действий в разных ситуациях. По окончании курсов он получил сертификат об окончании курсов и парашютные курсы британских ВВС.

### Дипломатическая карьера
В качестве представителя вместе с отцом присутствовал на переговорах о торговле между странами Европейского союза и АСЕАН. 
В сентябре 2022 года вместе с отцом посетил Великобританию и присутствовал на похоронах королевы Елизаветы II.
В марте 2023 года совершил поездку в США, где посетил командование специальных операций ВМС для обсуждения сотрудничества между странами, а также получил обзор программы  NSWG-1.

### Спортивная карьера
В 2017 и 2019 годах в составе сборной Брунея по поло играл на Играх Юго-Восточной Азии, на которых Бруней завоевал бронзовые медали.